# Chaz Roe
Chaz Daniel Roe (né le 9 octobre 1986 à Steubenville, Ohio, États-Unis) est un lanceur de relève droitier des Rays de Tampa Bay de la Ligue majeure de baseball.

## Carrière
Chaz Roe est le 32e joueur repêché au total en 2005 et un choix de première ronde des Rockies du Colorado, que le club détient en compensation pour la perte récente de l'agent libre Vinny Castilla. Il joue en ligues mineures dans l'organisation des Rockies de 2005 à 2010 comme lanceur partant mais s'avère une grande déception. Le 2 décembre 2010, Colorado échange Roe aux Mariners de Seattle contre le joueur de champ intérieur José López. Il joue un an dans les mineures pour le club-école des Mariners à Tacoma mais est libéré en novembre 2011 lorsqu'il est suspendu pour 50 parties après un test antidopage qui révèle la présence d'Adderall, une amphétamine qui est interdite par les Ligues majeures. Il joue par conséquent en 2012 avec les Lemurs de Laredo de l'Association américaine, une ligue indépendante de baseball.
Le 15 septembre 2012, Chaz Roe est mis sous contrat par les Diamondbacks de l'Arizona, qui l'emploient en ligues mineures comme lanceur de relève. Le droitier fait finalement ses débuts dans le baseball majeur à l'âge de 26 ans le 1er juillet 2013 comme releveur face aux Mets de New York. En 21 sorties pour Arizona en 2013, Roe lance 22 manches et un tiers, enregistre 24 retraits sur des prises, maintient une moyenne de points mérités de 4,03 et remporte sa première victoire.
Il change de club à quelques reprises dans les deux années qui suivent. Abandonné par les Diamondbacks, il est réclamé au ballottage par les Rangers du Texas en novembre 2013, puis libéré au camp d'entraînement suivant. Mis sous contrat en février 2014 par les Marlins de Miami, ceux-ci ne font appel à lui et vendent son contrat aux Yankees de New York le 31 août suivant. Roe apparaît dans trois matchs des Yankees en fin de saison 2014. Fin septembre 2014, il est réclamé au ballottage par les Pirates de Pittsburgh, libéré sans avoir joué pour eux, puis mis sous contrat en décembre 2014 par les Orioles de Baltimore.
Il joue pour Baltimore en 2015 et pour la majeure partie de la saison 2016. Le 7 août 2016, il est réclamé au ballottage par les Braves d'Atlanta.
Après avoir évolué pour Atlanta en 2016 et pour la moitié de 2017, il est transféré aux Rays de Tampa Bay le 18 juillet 2017.